# Олсен, Люси
Люси Энн Олсен (англ. Lucy Anne Olsen; родилась 26 мая 2003 года в Колледжвилле, штат Пенсильвания, США) — американская профессиональная баскетболистка, выступает в женской национальной баскетбольной ассоциации за команду «Вашингтон Мистикс», которой была выбрана на драфте ВНБА 2025 года во втором раунде под общим 23-м номером. Играет на позиции разыгрывающего защитника.

## Студенческая карьера
Студенческую карьеру начала в университете Вилланова в составе местных «Уайлдкэтс».
В дебютном сезоне (2021/2022) вошла в состав команды лучших новичков Конференции Big East. Во второй год вошла во вторую сборную года Конференции.
В третий год учебы стала третьей по количеству очков в среднем за игру (23,3) среди студенток во всех конференциях, войдя в первую сборную своей конференции и став самым прогрессирующим игроком.
Последний год студенческой карьеры Олсен провела в другом университете, сменив Вилланову на Айову.

## Профессиональная карьера
В драфте ВНБА 2025 года выбрана под общим двадцать третьим номером клубом «Вашингтон Мистикс». 17 мая 2025 года сыграла свой первый матч в регулярном чемпионате ВНБА, в котором «Вашингтон Мистикс» встречалась c «Атланта Дрим».

## Карьера в национальной сборной
В 2023-2024 годах активно участвовала в молодежном Чемпионате мира по баскетболу в формате 3×3 в составе сборной Соединенных штатов Америки.

## Игровая статистика

### Колледж
| Сезон                                                                                   | Команда   | GP  | GS  | MPG  | FG%  | 3P%  | FT%  | RPG | APG | SPG | BPG | PPG  |  |
| --------------------------------------------------------------------------------------- | --------- | --- | --- | ---- | ---- | ---- | ---- | --- | --- | --- | --- | ---- |  |
| 2021/22                                                                                 | Вилланова | 33  | 33  | 29,6 | 37,2 | 30,7 | 59,5 | 2,7 | 2,7 | 1,1 | 0,5 | 7,0  |  |
| 2022/23                                                                                 | Вилланова | 37  | 37  | 33,1 | 41,1 | 35,6 | 76,3 | 4,1 | 4,4 | 1,4 | 0,2 | 12,4 |  |
| 2023/24                                                                                 | Вилланова | 35  | 35  | 36,2 | 43,8 | 29,4 | 80,7 | 4,8 | 3,8 | 1,9 | 0,6 | 23,3 |  |
| 2024/25                                                                                 | Айова     | 32  | 32  | 34,0 | 43,6 | 36,0 | 74,4 | 3,6 | 5,1 | 1,3 | 0,3 | 17,9 |  |
|                                                                                         | Всего     | 137 | 137 | 33,2 | 42,3 | 32,9 | 75,9 | 3,8 | 4,0 | 1,4 | 0,4 | 15,2 |  |
| Наведите курсор мыши на аббревиатуры в заголовке таблицы, чтобы прочесть их расшифровку |           |     |     |      |      |      |      |     |     |     |     |      |  |